# Kathedrale von San Salvador de Jujuy
Die Kathedrale von San Salvador de Jujuy  oder die Kathedralbasilika St. Salvator (spanisch Catedral Basílica de San Salvador) ist eine römisch-katholische Kirche in San Salvador de Jujuy in der Provinz Jujuy im Norden Argentiniens. Die Kathedrale des Bistums Jujuy trägt das Patrozinium Salvator mundi und den Ehrentitel einer Basilica minor. Die Kirche wurde als herausragendes Werk des spanischen Kolonialstils des 18. Jahrhunderts durch das Dekret Nr. 1347 vom 16. Mai 1931 zum nationalen historischen Denkmal erklärt.

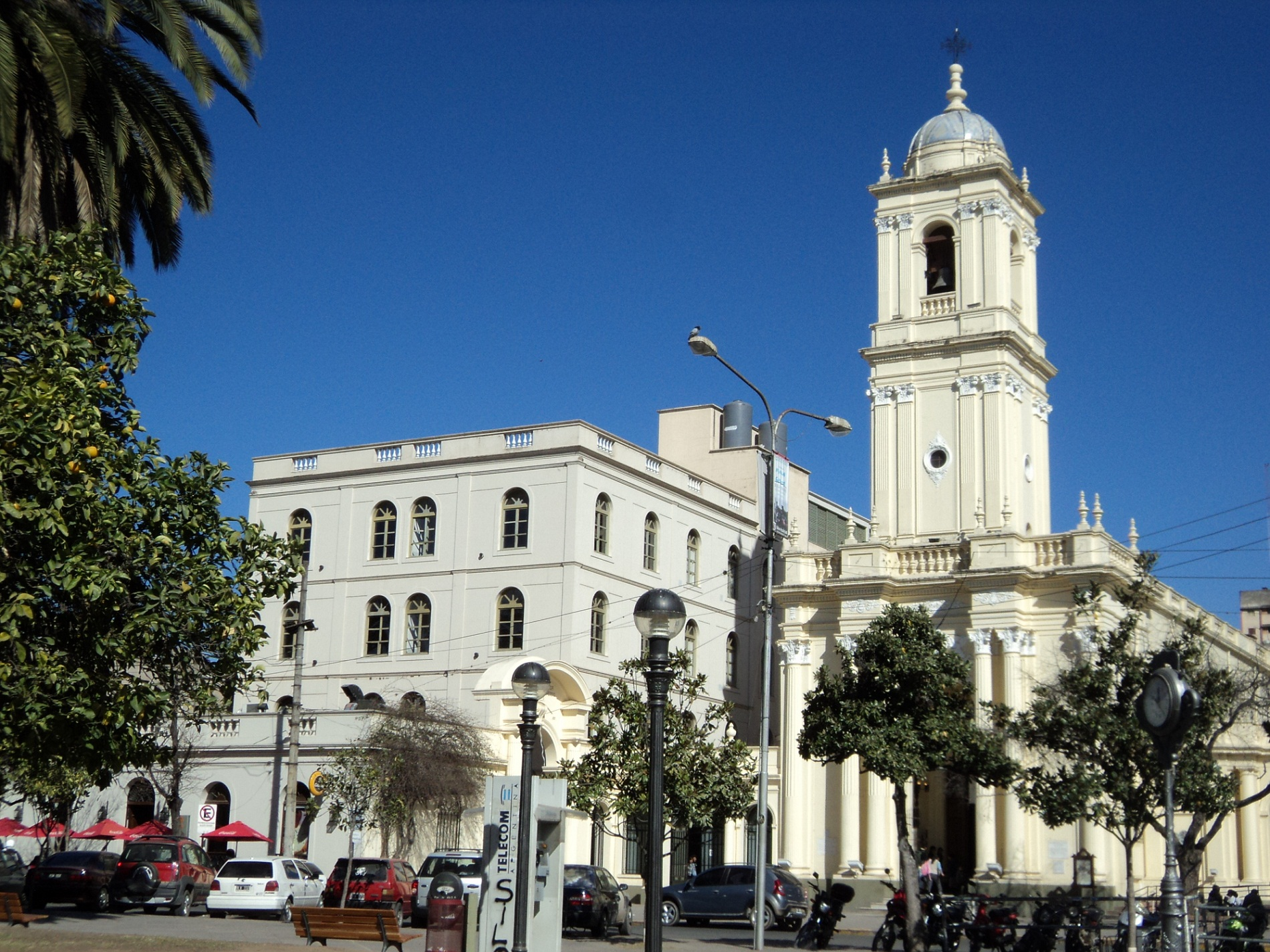
Fassade der Kathedrale

## Lage
Die ungefähr 1200 m hoch gelegene und etwa 300.000 Einwohner zählende Großstadt San Salvador de Jujuy ist gut 1500 km (Fahrtstrecke) in nordwestlicher Richtung von der Landeshauptstadt Buenos Aires entfernt. Die Kathedrale steht an der zentralen Plaza Belgrano.

## Geschichte
Vor dem heutigen Bau gab es Vorgängerkirchen, die in ihrer Bauweise aber nicht dauerhaft waren – im Jahr 1736 wurde der Abriss der letzten beschlossen und der Bau der heutigen begonnen. Die Kirchweihe soll im Zeitraum zwischen 1761 und 1765 erfolgt sein. Kleinere Änderungen wurden an der Wende vom 19. zum 20. Jahrhundert vorgenommen.
In dieser Kathedrale wurde die neue argentinische Flagge von Manuel Belgrano am 25. Mai 1812 gesegnet. Danach schworen die Truppen des Unabhängigkeitskriegs und die Bevölkerung der Stadt gegenüber dem Stadtrat (Cabildo) einen Eid. Diese Tatsache wird durch ein Gemälde von Luis De Servi verewigt, das anlässlich des 100. Jahrestages der Veranstaltung an einer der Mauern der Kathedrale angebracht wurde. In der Kathedrale wird die Statue Nuestra Señora del Rosario von Paypaya und Río Blanco verehrt, die 1812 zum Hauptmann der Armeen des Nordens erklärt wurde und für die Befreiung des Landes kämpfte.
Mit Schaffung des Bistums Jujuy wurde die Kirche im Jahr 1934 zur Kathedrale erhoben. 1973 erhielt die Kathedrale durch Papst Paul VI. zusätzlich den Titel einer Basilica minor.

## Architektur
Die gegenüber dem Straßenniveau leicht erhöht liegende und von sechs Säulen geprägte Renaissance-Fassade der ehemaligen Pfarrkirche wird durch einen mehrgeschossigen Glockenturm (campanario) mit abschließender Kuppel überhöht. Das Kircheninnere besteht nur aus einem Schiff mit leicht gewölbter Holzdecke und hat keine Vierung.

## Ausstattung

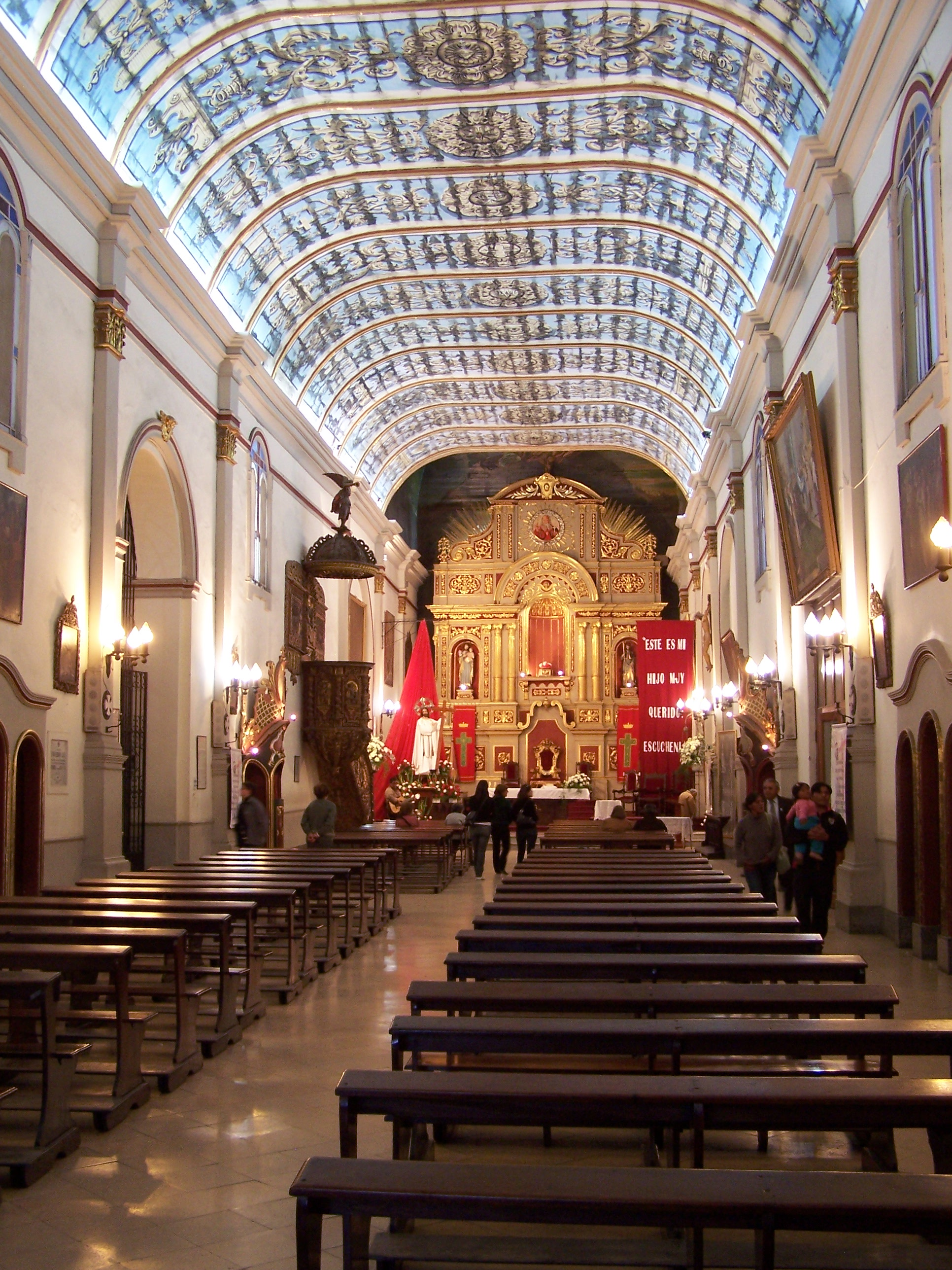
Innenraum mit Blick zum Altar und Kanzel

Eine Eigenart des Innenraums ist die mit Ornamenten bemalte und gewölbte hölzerne Decke. Die Kathedrale beherbergt eine Vielzahl an Kunstwerken. Besonderer Wert wird der Kanzel eingeräumt, die traditionsgemäß von den Indianern der Jesuitenmissionen der Region gestaltet wurde. In Form von Reliefs sind der Stammbaum der Bibel bis Jesus Christus, die Jakobsleiter, die vier Evangelisten usw. dargestellt. Der Stil liegt zwischen Barock und Plateresque, wobei die etwas naiven und primitiven Darstellungen der Figuren typisch sind für die Arbeit der indigenen Handwerker. Die Kanzel (púlpito) besteht aus Ñandubay- und Zedernholz. Die Blattvergoldung ist trotz ihrer Bräunung beeindruckend.
Die Skulptur des liegenden Christus (Cristo yacente), die dem spanischen Bildhauer Juan Martínez Montañés zugeschrieben wird, ist eine der bedeutendsten des Landes. Die Monstranz (custodia) aus Silber, Smaragden und Gold zeichnet sich durch sehr feine Details aus.

## Kathedralmuseum
Das Kathedralmuseum besitzt eine schöne Sammlung von Gemälden der führenden Künstler der Cusco-Schule.